# Parafia Chrystusa Dobrego Pasterza i bł. Stanisława Kubskiego i Gnieźnieńskich Kapłanów Męczenników w Orchowie
Parafia Chrystusa Dobrego Pasterza i bł. Stanisława Kubskiego i Gnieźnieńskich Kapłanów Męczenników w Orchowie jest jedną z 12 parafii leżącą w granicach dekanatu trzemeszeńskiego. Erygowana w 2001 roku.

## Dokumenty
Księgi metrykalne:
- ochrzczonych od 2001 roku
- małżeństw od 2001 roku
- zmarłych od 2001 roku